# Mahāsāṃghika
Mahāsāṃghika è stata una delle più importanti scuole del Buddismo dei Nikāya.
L'origine della scuola Mahāsāṃghika è incerta e dibattuta. Secondo certi autori avrebbe avuto origine nella metà del Ⅳ secolo a.C. quando la comunità buddista (sangha), fino a quel momento unita, si scisse in due primi grandi tronconi: la scuola Mahāsāṃghika (grande comunità) e la scuola Sthaviravāda (gli anziani). Tale scissione non è riportata in nessun Canone buddista ma nella cronaca singalese del Dīpavaṃsa. Fino agli anni 80 circa del ⅩⅩ secolo la maggioranza degli studiosi riconosceva come storicamente corretta la ricostruzione degli eventi riportata in questo testo, secondo il quale questa divisione monastica avvenne quando la maggioranza della comunità buddista (i Mahāsāṃghika) tentarono di rendere meno rigide le regole monastiche contenute nel vinaya. A tale richiesta avrebbero opposto un rifiuto i monaci più anziani della comunità, gli sthavira, da cui lo scisma (sanscrito: sanghabedha) tra le due scuole. Ma ad una più attenta lettura dei vinaya delle tradizioni coinvolte emerge quanto sia fragile questo resoconto. Scrive ad esempio il monaco e studioso Bhante Sujato che «tutti i Vinaya concordano che la disputa a[l secondo concilio buddista tenuto a] Vesali si risolse senza uno scisma», a dimostrazione che le comunità del tempo concordavano su una condotta monastica valida per tutti. Anche il vinaya Mahāsāṃghika risulta, infatti, essere piuttosto rigido. Invalidata la ricostruzione di questo testo, non c'è oggi accordo sulle origini dello scisma. Addirittura c'è chi sostiene che il vinaya autentico della comunità buddista antica fosse proprio quello Mahāsāṃghika e che questi si opposero ad un suo successivo irrigidimento da parte di una minoranza dei monaci, gli Sthaviravāda, nonostante la già riferita identità delle discipline monastiche delle scuole coinvolte nei fatti del concilio buddista che sarebbe stato all'origine della divisione della comunità buddista che dette origine ai Mahāsāṃghika.
Dalla scuola Mahāsāṃghika, e dalla sua scissione con la scuola degli sthavira, alcuni autori fanno risalire l'origine del Mahāyāna.

Paolo Taroni nella introduzione all'opera di Icilio Vecchiotti (1930-2000) Storia del Buddismo indiano, scrive:: 
All'incirca tra il I secolo a.C. e il I secolo d.C. iniziò dunque ad affermarsi - soprattutto grazie ai laici [...] - il buddismo Mahāyāna, in aperta opposizione alla rigidità e all'arroganza dei monaci, che ormai avevano snaturato il pensiero del buddismo originario e ne avevano dissolta tutta la carica rivoluzionaria, dissacrante e antiteoretica»
Così Luis O. Gòmez:
Secondo Nicoletta Celli:
(Nicoletta Celli. Buddismo. Milano, Electa, 2006 p. 113)
Alcuni studiosi sono quindi portati a ritenere che lo scisma avvenne in seguito per altri motivi, probabilmente dottrinali, anche se, per autori come Paul Williams e Heinz Bechert"uno scisma non ha niente a che vedere con divergenze dottrinali, ma è il risultato di divergenze riguardanti la disciplina monastica".
La posizione dottrinale Mahāsāṃghika si distingue da quella di origine Sthaviravāda per una minore attenzione all'ideale dell'arhat e al fatto che per loro solo la prajñā (saggezza) può portare all'effettiva liberazione. Un'ulteriore dottrina Mahāsāṃghika sembrerebbe consistere nel sostenere che le parole del Buddha Śākyamuni, riportate negli Āgama-Nikāya, necessitano di interpretazione (sanscrito: nitartha). Ambedue queste dottrine, insieme alla credenza della molteplicità dei Buddha nelle varie direzioni, sembrano aver avuto un'influenza sulla nascita del Mahāyāna. Va tuttavia considerato che tutte le scuole Mahāyāna hanno un vinaya di chiara derivazione Sthaviravāda. A Bāmiyān, grande centro di questa scuola insieme alla regione Gandhāra, sono stati rinvenute parti del Sutrapitaka e del vinaya Mahāsāṃghika.
Da questa scuola emergeranno, nel corso dei secoli altre scuole, in particolare: i Lokottaravada (autori del Mahavastu), i Caitikia, Gokulika e i Prajnaptivada. La scuola Mahāsāṃghika scomparirà progressivamente, e già nel VII secolo i pellegrini cinesi Xuánzàng e Yìjìng ne riporteranno le divisioni e il declino.